# Keeway Goccia
Keeway Goccia – skuter z silnikiem dwusuwowym o pojemności 50cm3.
Spokojna linia na dużych 16 calowych kołach i oryginalna stylistyka nawiązuje do klasycznych skuterów włoskich, jest to bliźniaczy model do skutera Benelli Pepe 50 (Keeway od 2005 roku jest właścicielem marki Benelli).

## Dane techniczne
| Silnik                     |                                                  |
| -------------------------- | ------------------------------------------------ |
| Typ                        | Jednocylindrowy, chłodzony powietrzem, dwusuwowy |
| Pojemność                  | 49,3 cm³                                         |
| Średnica x skok cylindra   | 40 mm x 39,2 mm                                  |
| Maksymalna moc             | 2,6 kW @ 6500 obr./min.                          |
| Maksymalny moment obrotowy | 4,36 Nm @ 5250 obr./min.                         |
| Smarowanie                 | Oddzielny zbiornik na olej, dozownik oleju       |
| Zasilanie                  | Gaźnik                                           |
| Sprzęgło                   | Mokre, wielopłytkowe                             |
| Zapłon                     | CDI                                              |
| Starter                    | Rozrusznik elektryczny i nożny                   |
| Napęd                      | Pasek, skrzynia automatyczna (CVT)               |
| Zawieszenie                |                                                  |
| Przednie                   | Widelec teleskopowy                              |
| Tylne                      | Pojedynczy element resorująco-tłumiący           |
| Przedni hamulec            | Tarcza, Ø 220 mm                                 |
| Tylny hamulec              | Bęben, Ø 140 mm                                  |
| Przednia opona             | 80/80-16, opcjonalnie 2,5 - 16                   |
| Tylna opona                | 90/80-16, opcjonalnie 2,75 - 16                  |
| Wymiary                    |                                                  |
| Długość                    | 1,940 mm                                         |
| Szerokość                  | 730 mm                                           |
| Wysokość                   | 1,110 mm                                         |
| Wysokość siedzenia         | 770 mm                                           |
| Rozstaw osi                | 1,305 mm                                         |
| Prześwit                   | 120 mm                                           |
| Waga na sucho              | 102 kg                                           |
| Pojemność zbiornika paliwa | 6 litrów                                         |
| Maksymalne obciążenie      | 150 kg                                           |